# 藤野義雄
藤野 義雄（ふじの よしお、1904年9月18日 - 1998年11月2日）は、歌舞伎研究者。

## 人物・来歴
岐阜県恵那郡上村（現・恵那市）出身。東洋大学文学部卒。1961年「近松の世話悲劇の研究」で東洋大学文学博士。金城学院大学教授、中京大学教授、御園座図書館長を務めた。

## 著書
- 『枕草子の解釋』正文館書店 1947
- 『歌舞伎大観』統正社 1948
- 『近松の世話悲劇』碩学書房 1961
- 『御園座七十年史』御園座 1966
- 『曽根崎心中 解釈と研究』桜楓社 1968
- 『心中天の網島 解釈と研究』桜楓社 1971
- 『仮名手本忠臣蔵 解釈と研究』全3巻　桜楓社 1974－75
- 『御園座八十年史』御園座 1976
- 『近松と最盛期の浄瑠璃』桜楓社 1980
- 『日本演劇書目解題』演劇出版社 1983
- 『殺しの美学 女殺油地獄・解釈と鑑賞』向陽書房 1985
- 『冥途の飛脚 解釈と鑑賞』桜楓社 1985
- 『近松名作事典』桜楓社 1988
- 『現代の歌舞伎芸談』演劇出版社 1990
- 『南北名作事典』桜楓社 1993
- 『名作歌舞伎の舞台鑑賞』御園座演劇図書館編 中日新聞本社開発局 1994

### 標注など
- 『仮名手本忠臣蔵 評解』評註 碩学書房 近世戯曲叢書 1951
- 『評解近世戯曲名作選書』全3巻 河竹繁俊共著 碩学書房 1953
- 『歌舞伎名作選』全5巻 校訂解説 碩学書房 1953-1956

## 論文
- 藤野義雄